# Наливайко, Николай Петрович
Николай Петрович Наливайко (род. 28 декабря 1945, Киев) — советский легкоатлет, специалист по бегу на короткие и средние дистанции. Выступал за сборную СССР по лёгкой атлетике в конце 1960-х — начале 1970-х годов, серебряный призёр чемпионата СССР, победитель первенств всесоюзного и всероссийского значения. Представлял Ленинград и спортивное общество «Локомотив». Мастер спорта СССР. Также известен как поэт, автор ряда сборников стихотворений. Член Союза писателей России.

## Биография
Родился 28 декабря 1945 года в Киеве. В 1953—1964 годах учился в киевской средней школе № 11, после чего переехал на постоянное жительство в Ленинград, поступив в Ленинградский институт инженеров железнодорожного транспорта. В институте активно занимался лёгкой атлетикой, выступал за добровольное спортивное общество «Локомотив».
Наивысшего успеха как спортсмен добился в сезоне 1969 года, когда на чемпионате СССР по эстафетному бегу в Ужгороде вместе с партнёрами по ленинградской команде Юрием Зориным, Александром Ивановым и Борисом Савчуком завоевал серебряную награду в зачёте эстафеты 4 × 400 метров, уступив лишь команде из Москвы.
В 1970 году выполнил норматив мастера спорта СССР по лёгкой атлетике.
В 1971 и 1972 годах входил в число 25 лучших легкоатлетов СССР в дисциплинах 800 и 1000 метров.
В 1973—1975 годах проходил службу в армии, затем в течение многих лет работал тренером по лёгкой атлетике в Школе высшего спортивного мастерства при Ленинградском городском спортивном комитете. Планировал получить учёную степень в области педагогики и писал диссертацию, но во время перестройки вынужден был отказаться от тренерской деятельности и занялся предпринимательством.

### Литературная деятельность
Ещё со школьных лет Николай Наливайко увлекался литературой, писал много стихов и рассказов. В 2010-х годах активно издавал свои произведения, выпустил несколько сборников стихотворений лирической и спортивной тематики: «Девятая волна» (2010), «Бег» (2011), «Жить в России» (2012), «Любовь Серафимы» (2013), «Время устроено к лучшему» (2013), «Не слово, а сердцебиение» (2016), «Тебе нужна любовь» (2018). Составитель сборников «Кто хранит страну» (2015) и «Спорт — это жизнь» (2013). С 2011 года — член Союза писателей России.